# Andrew B. Ingram
Pour les articles homonymes, voir Ingram.
Andrew B. Ingram (23 avril 1851-6 septembre 1934) est un homme politique canadien de l'Ontario. Il est député provincial conservateur de la circonscription ontarienne d'Elgin-Ouest de 1886 à 1890.
Il est également député fédéral libéral-conservateur de la circonscription ontarienne d'Elgin-Est de 1891 à 1906.

## Biographie
Né à Strabane du comté de Wentworth (en) dans le Canada-Ouest, Ingram travaille sur les chemins de fer et occupe la fonction de président de la Trade and Labour Council de St. Thomas.
Élu député provincial en 1886, il ne se représente pas en 1890.
Élu député fédéral en 1891, l'élection est déclarée nulle et il remporte par acclamation l'élection partielle de 1892. Réélu en 1896, 1900 et 1904, il démissionne en 1906.